# Trox mozalae
Trox mozalae är en skalbaggsart som beskrevs av Werner P. Strümpher och Clarke H. Scholtz 2009. Trox mozalae ingår i släktet Trox och familjen knotbaggar. Inga underarter finns listade i Catalogue of Life.